# Dagetichthys lakdoensis
Dagetichthys lakdoensis är en fiskart som beskrevs av Stauch och Blanc, 1964. Dagetichthys lakdoensis ingår i släktet Dagetichthys och familjen tungefiskar. IUCN kategoriserar arten globalt som livskraftig. Inga underarter finns listade i Catalogue of Life.